# ليلاند هارتوال
ليلاند هارتوال (بالإنجليزية: Leland H. Hartwell) ولد في 30 أكتوبر 1939 في لوس انجلوس كاليفورنيا هو رئيس ومدير مركز بحوث السرطان في سياتل واشنطن, حصل على جائزة نوبل في الطب عام 2001 مع كل من بول نرس وتيم هانت بعد سنوات من دراسة الخميرة وكانت أبحاثهم تتمحور حول سيكلينس (بالإنجليزية: cyclins) واكتشاف البروتينات التي تتحكم في انقسام الخلايا الحية.

## روابط خارجية
- ليلاند هارتوال على موقع الموسوعة البريطانية (الإنجليزية)
- ليلاند هارتوال على موقع مونزينجر (الألمانية)
- ليلاند هارتوال على موقع إن إن دي بي (الإنجليزية)